# Yoshida Hiroshi (cầu thủ)
Yoshida Hiroshi (cầu thủ) (sinh ngày 11 tháng 2 năm 1958) là một cầu thủ bóng đá người Nhật Bản.

## Đội tuyển bóng đá quốc gia Nhật Bản
Yoshida Hiroshi (cầu thủ) thi đấu cho đội tuyển bóng đá quốc gia Nhật Bản từ năm 1981 đến 1983.

## Thống kê sự nghiệp
| Đội tuyển bóng đá Nhật Bản | Đội tuyển bóng đá Nhật Bản | Đội tuyển bóng đá Nhật Bản |
| Năm                        | Trận                       | Bàn                        |
| -------------------------- | -------------------------- | -------------------------- |
| 1981                       | 6                          | 1                          |
| 1982                       | 1                          | 0                          |
| 1983                       | 2                          | 0                          |
| Tổng cộng                  | 9                          | 1                          |